# Julija Guščinová
Julija Alexandrovna Guščinová (rusky Ю́лия Александровна Гу́щина, Julija Alexandrovna Guščina; * 4. března 1983, Novočerkassk) je ruská atletka, sprinterka. Její specializace je především běh na 200 metrů a hladká čtvrtka.

## Kariéra
Na juniorském mistrovství světa v Kingstonu 2002 získala bronzovou medaili (4 × 400 m). Největší individuální úspěch zaznamenala na ME v atletice 2006 ve švédském Göteborgu, kde vybojovala stříbrnou medaili v běhu na 200 metrů. Na stejné akci poté vybojovala s ruskou štafetou na 4 × 100 metrů zlatou medaili.
28. ledna 2006 ve skotském Glasgow byla členkou štafety na 4 × 400 metrů, která zaběhla nový halový světový rekord, jehož hodnota je 3:23,37. Na rekordu se dále podílely Olga Kotljarovová, Olga Zajcevová a Olesja Forševová.
Od roku 2005 je také spoludržitelkou halového světového rekordu na méně často vypisované trati, běhu na 4 × 200 metrů.
V roce 2008 na letních olympijských hrách v Pekingu získala zlatou medaili ve štafetě na 4 × 100 metrů a stříbrnou medaili ve štafetě na 4 × 400 metrů. Probojovala se také do finále běhu na 400 metrů, kde v čase 50,01 s doběhla na čtvrtém místě. Na MS v atletice 2009 v Berlíně skončila její cesta v závodě na 200 metrů v semifinále na celkovém 17. místě. Společně s Jevgenijí Poljakovovou, Alexandrou Fedorivovou a Julijí Čermošanskou vybojovala ve štafetě na 4 × 100 metrů čtvrté místo.
Na základě pozitivního výsledku testu na doping byly její výsledky na letních olympijských hrách v Londýně 2012 anulovány a své medaile musela odevzdat. 